# Хольц, Карл
Хольц Карл (нем. Karl Holz; 27 декабря 1895, Нюрнберг — 20 апреля 1945, Нюрнберг) — государственный и военный деятель нацистской Германии. Бефельсляйтер НСДАП (20 сентября 1942 — ноябрь 1944), гауляйтер НСДАП (с ноября 1944), Группенфюрер СА (9 ноября 1942).

## Начало карьеры
Пятый сын типографского рабочего. После посещения начальной школы, учился на торгового представителя, работал конторщиком.
- 1915 вступил добровольцем в армию. Участвовал в Первой мировой войне. Неоднократно был ранен.
- 1920 вступил в Германскую социалистическую партию.
- 11 ноября 1922 вступил в НСДАП. Стоял у истоков создания партии (членский билет № 77).
- 1922 поступил в СА. С 1922 до ноября 1923 командир (Führer) роты СА (SA-Kompanie) в Нюрнберге.
- С декабря 1924 по 1925 член Городского совета (Stadtrat) Нюрнберга. 1927—1933 главный редактор еженедельной газеты «Штурмовик».
- 26 мая 1925 вновь вступил в воссозданную НСДАП (членский билет № 77).

## Партийная карьера
- С 1932 — депутат баварского ландтага. В чине министерского советника (Ministerialrat).
- Штурмфюрер СА (1933).
- 1933 депутат рейхстага от НСДАП, также с 1936 и 1938, соотв. 9. 10 и 11 сессии.
- С 1933 по 15 июля 1934 крайслейтер городского крайса Нюрнберга.
- Одновременно с 1 января 1934 заместитель гауляйтера Франконии (Юлиуса Штрейхера), 9 ноября 1937 получил чин бригадефюрера СА.
- В феврале 1940 временно лишён чинов по подозрению в злоупотреблениях во время «ариизации» имущества, изымаемого у евреев.
- С 4 апреля 1942 по ноябрь 1944 — (временный гауляйтер) исполняющий обязанности гауляйтера Франконии (kommissarischer Gauleiter des Gaus Franken der NSDAP).
- С ноября 1944 — гауляйтер Франконии (Gauleiter des Gaus Franken der NSDAP)
- С 16 ноября 1942 имперский комиссар обороны Франконии (Reichsverteidigungskommissar für den Gau Franken).

## Военная карьера
- В ноябре 1939 призван на службу в вермахт. Ефрейтор 25-го танкового полка 7-й танковой дивизии.
- 1940 — апрель 1941 унтер-офицер, фельдфебель 25-го танкового полка 7-й танковой дивизии. За отличия в боевых действиях награждён Железным крестом 2-го класса.
- 1944 Уполномоченный Геббельса по тотальной войне.
- 19 апреля 1945 награждён Золотым крестом Германского ордена.

Погиб 20 апреля в бою во время обороны Нюрнберга. В ходе боёв с атаковавшей город 3-й американской пехотной дивизией, вместе с небольшой группой удерживал бункер Пальменхоф близ нюрнбергского полицай-президиума.
Примечательно, что в этом же бункере погиб и обер-бургомистр Нюрнберга Вилли Либель. Однако, до сих пор неясно, был ли он застрелен Хольцем из-за попытки Либеля сдаться, или же из-за их многолетнего соперничества, либо всё же покончил с собой.

## Награды
- Знак за ранение 1918;
- Золотой Знак за ранение обр.1939 — 1940;
- Железный крест 2-го класса — 1939;
- Почётный крест ветерана войны
- Золотой партийный знак НСДАП
- Золотой знак за выслугу в НСДАП.
- Золотой крест Германского ордена